# Reginald Skelton

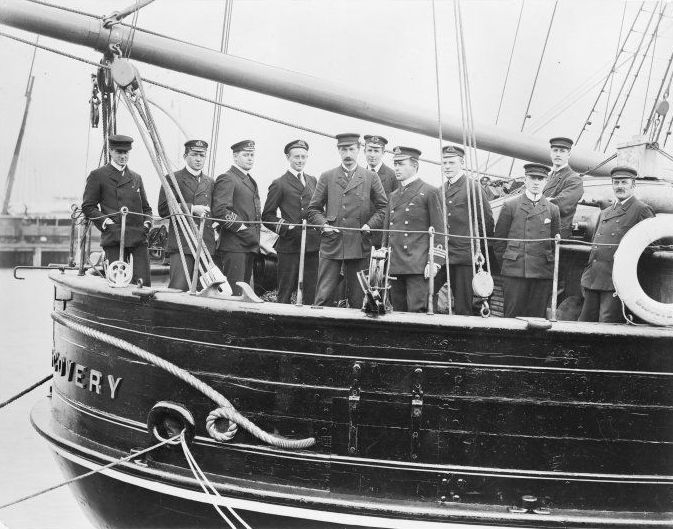
Reginald Skelton (Sechster von links) zwischen Reginald Koettlitz (links) und Robert Falcon Scott (rechts) an Bord der Discovery (1901)

Sir Reginald William Skelton (* 3. Juni 1872 in Long Sutton, Lincolnshire; † 5. September 1956 in Aldingbourne, Sussex) war ein britischer Ingenieur und Marineoffizier, der an der Discovery-Expedition (1901–1904) des britischen Polarforschers Robert Falcon Scott in die Antarktis teilnahm.

## Leben
Skelton war eines der neun Kinder von William Edward Skelton (1838–1914) und dessen Frau Ellen Anne (geborene Brown, 1841–1909). Im Jahr 1887 schloss er sich der Royal Navy an und wurde Ingenieurstudent am Royal Naval Engineering College in Keyham, heute ein Stadtteil von Plymouth. Von 1894 bis 1897 diente er auf der HMS Centurion im Chinesischen Meer und von 1898 bis 1899 auf der HMS Majestic als Teil der britischen Kanalflotte.
Im Anschluss daran gehörte Skelton zum Stab von Ingenieuren, die in Dundee den Bau der RRS Discovery begleiteten. Hierdurch bekam er 1901 die Gelegenheit zur Teilnahme an der Discovery-Expedition, einer Forschungsfahrt der Royal Society und der Royal Geographical Society zur allgemeinwissenschaftlichen und geographischen Erkundung der antarktischen Rossmeerregion. Skelton übernahm dabei im Rang eines Lieutenant die Funktionen des Chefingenieurs und Expeditionsfotografen. Er nahm an mehreren Schlittenexkursionen teil und entdeckte die erste bekannte Brutkolonie von Kaiserpinguinen am Kap Crozier auf der Ross-Insel.
Nach der Rückkehr von der Forschungsreise heiratete er am 3. Januar 1905 die Neuseeländerin Sybil Isabel Devenish-Meares (1879–1959), mit der er zwei Töchter und einen Sohn bekam. Von 1906 bis 1912 war er beim Royal Navy Submarine Service tätig. Im Vorfeld von Scotts Terra-Nova-Expedition (1910–1913) war er Verantwortlicher für die Entwicklung der Motorschlitten. Bei der Besetzung des stellvertretenden Expeditionsleiters überwarf er sich mit Scott, der dafür Edward „Teddy“ Evans auswählte.
Während des Ersten Weltkriegs diente er bei den Royal Engineers, nahm an der Skagerrakschlacht teil, war auf U-Booten tätig und wurde bei Operationen im Weißen Meer eingesetzt. 1923 wurde er in den Rang eines Konteradmirals erhoben und 1928 zum Chefingenieur der Royal Navy bestimmt. 1931 wurde er zudem als Knight Commander des Order of the Bath geadelt. 1932 schied er als hochdekorierter Vizeadmiral aus dem aktiven Dienst aus. Skelton starb 1956 im Alter von 84 Jahren.

## Auszeichnungen und Ehrungen
- 1916: Companion des Distinguished Service Order (DSO)
- 1919: Companion des Order of the Bath (CB)
- 1919: Commander des Order of the British Empire (CBE)
- 1931: Knight Commander des Order of the Bath (KCB)
- Polar Medal in Silber
- Viermaliger Präsident des Antarctic Club: 1929, 1930, 1946 und 1950[2]
- Namensgeber für die Skelton-Eisfälle, das Skelton-Firnfeld, den Skelton-Gletscher und das Skelton Inlet in der Antarktis